# ریچموند هایتز (فلوریدا)
ریچموند هایتز (به انگلیسی: Richmond Heights) یک منطقهٔ مسکونی در ایالات متحده آمریکا است که در شهرستان میامی-دید، فلوریدا واقع شده‌است. ریچموند هایتز ۴٫۳ کیلومتر مربع مساحت و ۸٬۵۴۱ نفر جمعیت دارد و ۳ متر بالاتر از سطح دریا قرار دارد.